# Bryum kerguelense
Bryum kerguelense är en bladmossart som beskrevs av Mitten 1876. Bryum kerguelense ingår i släktet bryummossor, och familjen Bryaceae. Inga underarter finns listade i Catalogue of Life.